# 竹内雄作
竹内 雄作（たけうち ゆうさく、1987年9月29日 - ）は愛知県知多郡阿久比町出身の競輪選手。日本競輪学校（当時。以下、競輪学校）第99期卒業。日本競輪選手会岐阜支部所属。師匠は山口富生（68期）。

## 来歴
愛知県立半田農業高等学校を経て入学した岐阜経済大学では陸上部に所属。当時、同部の指導員を行っていた向井裕紀弘（98期）が山口富生に弟子入りして競輪選手となったことが契機となり、竹内も山口に弟子入りして競輪選手を目指すことになった。その後、競輪学校第99回適性試験に合格。在校競走成績は23位（8勝）。
2011年
- 1月8日にホームバンクの大垣競輪場でデビューし初勝利。その後3場所連続完全優勝を決め、デビュー9連勝でA級2班特別昇班を決めた[3]。

2012年
- ヤンググランプリ（京王閣競輪場）では兄弟子の松岡篤哉の優勝に貢献する逃げで9位

2013年
- ヤンググランプリ（立川競輪場）では猪俣康一の優勝に貢献する形で7位

2015年
- 第58回オールスター競輪（松戸競輪場）で初の特別競輪決勝に進出し8位
- 第57回朝日新聞社杯競輪祭（小倉競輪場）　9位

2016年
- 第69回日本選手権競輪（名古屋競輪場）8位
- 第32回共同通信社杯競輪（富山競輪場）の決勝で、後続のもつれを生かして2周を逃げ切り、初のGII優勝。

2020年
- 10月24日、京王閣開設記念初日第3レースで1着となり通算300勝を達成。1994年に改正された現行の表彰規程において、登録日より10年以内での通算300勝達成は2018年の原田研太朗に次ぐ通算6人目。なお、竹内は登録日が2010年11月1日であり、表彰対象となるには今節がラストチャンスであった。規程に基づき、後日JKAより表彰予定[4]。